# 마이 제네레이션 (2017년 영화)
《마이 제너레이션》(My Generation)은 영국에서 제작된, 마이클 케인 제안, 데이비드 바티 감독의 2017년 다큐멘터리 영화이다. 이안 라 프레네스 등이 제작에 참여하였다.